# Transat Jacques-Vabre 2001
Navigation
1999 2003
La Transat Jacques-Vabre 2001 est la cinquième édition de la Transat Jacques-Vabre. Le départ fut donné le 3 novembre 2001 pour les monocoques, le lendemain pour les multicoques.

## Type de bateau
Trois types de bateaux sont admis à participer :
- Des voiliers monocoques d'une longueur comprise entre 59 et 60 pieds, c'est-à-dire d'environ 18 mètres. Ces bateaux doivent répondre aux règles de la classe des 60 pieds IMOCA.
- Des voiliers monocoques dont la longueur est de 50 pieds soit 15,24 m. Ces bateaux doivent répondre aux règles de la classe 2.
- Des voiliers multicoque dont la longueur est de 60 pieds soit 18,28 m. Ces bateaux doivent répondre aux règles de la classe ORMA.

## Parcours
Le parcours relie pour la première fois Le Havre à Salvador de Bahia (Brésil) soit 4 350 milles.
Les concurrents sont tenus de respecter le dispositif de séparation du trafic (DST) entre le cap Finisterre et les îles Canaries. 

## Participants
33 bateaux sont inscrits pour la course (14 ORMA,12 IMOCA et 7 Classe 2).

### ORMA
| Classe ORMA (14 inscrits) | Classe ORMA (14 inscrits) | Classe ORMA (14 inscrits) | Classe ORMA (14 inscrits) | Classe ORMA (14 inscrits) | Classe ORMA (14 inscrits) | Classe ORMA (14 inscrits)                      | Classe ORMA (14 inscrits)                      |
| Concurrents               | Concurrents               | Concurrents               | Concurrents               | Bateau                    | Bateau                    | Classement                                     | Arrivée                                        |
| Skipper 1                 | Nationalité               | Skipper 2                 | Nationalité               | Nom du bateau             | Lancement                 | Général                                        | Temps                                          |
| ------------------------- | ------------------------- | ------------------------- | ------------------------- | ------------------------- | ------------------------- | ---------------------------------------------- | ---------------------------------------------- |
| Franck Cammas             | France                    | Stève Ravussin            | Suisse                    | Groupama                  | 1998                      | 1er                                            | 14 jours, 9 heures et 3 minutes                |
| Alain Gautier             | France                    | Ellen MacArthur           | Royaume-Uni               | Foncia                    | 1997                      | 2e                                             | 14 jours, 12 heures et 35 minutes              |
| Loïc Le Mignon            | France                    | Loïc Peyron               | France                    | Fujifilm                  | 2001                      | 3e                                             | 14 jours, 22 heures et 11 minutes              |
| Jacques Caraes            | France                    | Jean Le Cam               | France                    | Bonduelle                 | 2000                      | 4e                                             | 15 jours, 9 heures et 31 minutes               |
| Jean-Luc Nélias           | France                    | Michel Desjoyeaux         | France                    | Belgacom                  | 2001                      | 5e                                             | 15 jours, 15 heures et 28 minutes              |
| Lalou Roucayrol           | France                    | Yves Parlier              | France                    | Banque Populaire          | 2001                      | 6e                                             | 16 jours, 2 heures et 21 minutes               |
| Olivier Lozachmeur        | France                    | Giovanni Soldini          | Italie                    | Fila                      | 2001                      | 7e                                             | 17 jours, 1 heure et 50 minutes                |
| Yvan Bourgnon             | Suisse                    | Yvan Ravussin             | Suisse                    | Nautica                   | 1990                      | 8e                                             | 19 jours, 15 heures et 19 minutes              |
| Emma Richards             | Royaume-Uni               | Mikaela Von Koskull       | Finlande                  | Pindar                    | 1990                      | 9e                                             | 21 jours, 22 heures et 29 minutes              |
| Bertrand De Broc          | France                    | Pascal Bidégorry          | France                    | Banque Covefii            | 1990                      | Abandon à la suite d'un problème électrique    | Abandon à la suite d'un problème électrique    |
| Karine Fauconnier         | France                    | Franck Proffit            | France                    | Sergio Tacchini           | 2001                      | Abandon à la suite de multiples avaries        | Abandon à la suite de multiples avaries        |
| Marc Guillemot            | France                    | Yann Guichard             | France                    | Biscuits La Trinitaine    | 1998                      | Abandon à la suite d'une fissure dans la coque | Abandon à la suite d'une fissure dans la coque |
| François Denis            | France                    | Thierry Duprey            | France                    | Gitana IX                 | 1988                      | Abandon à la suite d'un problème de structure  | Abandon à la suite d'un problème de structure  |
| Francis Joyon             | France                    | Thomas Coville            | France                    | Eure et Loir              | 1994                      | Abandon à la suite d'un problème d'étai        | Abandon à la suite d'un problème d'étai        |

### IMOCA
| Classe IMOCA (12 inscrits) | Classe IMOCA (12 inscrits) | Classe IMOCA (12 inscrits) | Classe IMOCA (12 inscrits) | Classe IMOCA (12 inscrits) | Classe IMOCA (12 inscrits) | Classe IMOCA (12 inscrits) | Classe IMOCA (12 inscrits)        |
| Concurrents                | Concurrents                | Concurrents                | Concurrents                | Bateau                     | Bateau                     | Classement                 | Arrivée                           |
| Skipper 1                  | Nationalité                | Skipper 2                  | Nationalité                | Nom du bateau              | Lancement                  | Général                    | Temps                             |
| -------------------------- | -------------------------- | -------------------------- | -------------------------- | -------------------------- | -------------------------- | -------------------------- | --------------------------------- |
| Gaël Le Cleac'h            | France                     | Roland Jourdain            | France                     | Sill Plein Fruit           | 1998                       | 1er                        | 16 jours, 13 heures et 23 minutes |
| Marcus Hutchinson          | Irlande                    | Mike Golding               | Royaume-Uni                | Ecover                     | 1998                       | 2e                         | 16 jours, 18 heures et 40 minutes |
| Mark Turner                | Royaume-Uni                | Nick Moloney               | Australie                  | Casto-Darty-But            | 2000                       | 3e                         | 16 jours, 20 heures et 10 minutes |
| Javier Sanso Windmann      | Espagne                    | Eric Dumont                | France                     | SME-Negoceane              | 1998                       | 4e                         | 17 jours, 1 heure et 23 minutes   |
| Bernard Gallay             | France                     | Kito De Pavant             | France                     | Voila.fr                   | 1994                       | 5e                         | 17 jours, 3 heures et 23 minutes  |
| Massimo Rufini             | Italie                     | Bruno Laurent              | France                     | Fila                       | 1997                       | 6e                         | 17 jours, 4 heures et 12 minutes  |
| Michèle Paret              | France                     | Dominique Wavre            | Suisse                     | Téménos                    | 1999                       | 7e                         | 17 jours, 5 heures et 30 minutes  |
| Vincent Riou               | France                     | Bernard Stamm              | Suisse                     | Bobst Group/Armor Lux      | 1999                       | 8e                         | 17 jours, 16 heures et 55 minutes |
| Frédérique Brulé           | France                     | Miranda Merron             | Royaume-Uni                | Un Univers de Services     | 1992                       | 9e                         | 18 jours, 7 heures et 39 minutes  |
| Eric Drouglazet            | France                     | Joe Seeten                 | France                     | Sollac Atlantique          | 1998                       | 10e                        | 18 jours, 8 heures et 25 minutes  |
| Robert Wingate             | Royaume-Uni                | Richard Tolkien            | Royaume-Uni                | This Times                 | 1992                       | 11e                        | 18 jours, 13 heures et 12 minutes |
| Loïc Pochet                | France                     | Patrick Tabarly            | France                     | La rage de vivre           | 1997                       | Abandon                    | Abandon                           |

### Classe 2
| Classe 2 (7 inscrits) | Classe 2 (7 inscrits) | Classe 2 (7 inscrits) | Classe 2 (7 inscrits) | Classe 2 (7 inscrits)   | Classe 2 (7 inscrits) | Classe 2 (7 inscrits) | Classe 2 (7 inscrits)             |
| Concurrents           | Concurrents           | Concurrents           | Concurrents           | Bateau                  | Bateau                | Classement            | Arrivée                           |
| Skipper 1             | Nationalité           | Skipper 2             | Nationalité           | Nom du bateau           | Lancement             | Général               | Temps                             |
| --------------------- | --------------------- | --------------------- | --------------------- | ----------------------- | --------------------- | --------------------- | --------------------------------- |
| Alex Bennett          | Royaume-Uni           | Paul Larsen           | Australie             | One Dream One Mission   | 1996                  | 1er                   | 18 jours, 16 heures et 34 minutes |
| Renaud Le Youdec      | France                | Jean Bacave           | France                | Saving                  | 2000                  | 2e                    | 18 jours, 23 heures et 9 minutes  |
| Eric Denamiel         | France                | Jean-Pierre Amblard   | France                | Setrabio                | 1996                  | 3e                    | 21 jours et 42 minutes            |
| Henriette Lemay       | France                | Roger Langevin        | France                | Branec III              | 1993                  | 4e                    | 23 jours, 13 heures et 51 minutes |
| Alessio Stefani       | Italie                | Simon Accati          | Italie                | Tredici                 | 2000                  | 5e                    | 23 jours, 16 heures et 7 minutes  |
| Asia Pajowska         | Pologne               | Marc Taylor           | Royaume-Uni           | Olympian Challenger     | 1986                  | 6e                    | 26 jours, 11 heures et 7 minutes  |
| Christian Mace        | France                | Bob Escoffier         | France                | Adecco - Etoile Horizon | 2011                  | Abandon               | Abandon                           |